# So Yoo-jin
So Yoo-jin (11 de agosto de 1981) es una actriz surcoreana, conocida por sus papeles protagonistas en los dramas Novato (2000), Deliciosa propuesta (2001), Fox y Algodón de azúcar (2001), Rival (2002) y Mai Ratima (2013).

## Vida personal
El 19 de enero de 2013 contrajo matrimonio con Baek Jong-won, chef y director ejecutivo de una franquicia de restaurantes con 169 sucursales en todo el país.
Su primer hijo nació el 9 de abril de 2014. Su segunda hija, nació el 21 de septiembre de 2015.
En abril de 2016 su padre murió, el mismo día del cumpleaños de su hijo. El 8 de febrero de 2018, dio a luz a su tercer hijo, una niña.
Se convirtió en embajadora de buena voluntad del Seoul International Beauty Industry Festival en abril de 2013. En marzo de 2012, se convirtió en embajadora de buena voluntad para A Clean. El 12 de diciembre de 2011, se convirtió en Embajadora de buena voluntad para el programa de intercambio.

## Filmografía

### Series
- My Dearest (MBC, 2023)[14]
- Five Children (KBS2, 2016)
- Great Stories "The Kim Sisters" (TV Chosun/tvN, 2015)
- Potato Star 2013QR3 (tvN, 2013) (cameo, ep 11)
- Pretty Man (KBS2, 2013) (invitada, ep 1-4)
- Drama Especial "Happy! Rose Day" (KBS2, 2013)
- Can't Live Without You (MBC, 2012)
- Happy Ending (jTBC, 2012)
- Golden Fish (MBC, 2010)
- Thirty Thousand Miles in Search of My Son (SBS, 2007-2008)
- Unstoppable High Kick! (MBC, 2007) (cameo, ep 107)
- Alone in Love (SBS, 2006) (cameo, ep 1)
- Seoul 1945 (KBS1, 2006)
- Cute or Crazy (SBS, 2005)
- Banjun Drama (SBS, 2004-2005)
- Good Person (MBC, 2003)
- The Bean Chaff of My Life (MBC, 2003)
- Rival (SBS, 2002)
- Fox and Cotton Candy (MBC, 2001-2002)
- Cool (KBS2, 2001)
- Delicious Proposal (MBC, 2001)
- Rookie (SBS, 2000-2001)
- Virtue (SBS, 2000)

### Cine
- Mai Ratima (2013)[15]
- The Dinner (short film, 2011)
- Break Away (2010)
- Short! Short! Short! 2009: Show Me the Money (2009, short film "Sitcom")[16]
- 3 Colors Love Story (2006, short film "I'm O.K")
- The Rainy Day (2005)
- 2424 (2002)
- Rundim (2001, animated)

### Espectáculo de variedades
- Wonderful Day (MBC Music, 2012)
- Section TV (MBC, 2001-2002)
- Inkigayo (Popular Music) (SBS, 2001-2002)
- Music Box (iTV, 2001)
- In Search of the Best (SBS, 2000)

## Musicales
- Between Raindrops  (2008)

## Programas de radio
- To You Who Forget the Night with So Yoo-jin (KBS Happy FM, 2009)
- Popular Songs with So Yoo-jin (KBS Happy FM, 2006)

## Premios y nominaciones
| Año  | Premio                   | Categoría                          | Nominación                             | Resultado |
| ---- | ------------------------ | ---------------------------------- | -------------------------------------- | --------- |
| 2001 | MBC Entertainment Awards | premio excelencia                  | Section TV                             | Ganadora  |
| 2001 | MBC Drama Awards         | mejor actriz nueva                 | Delicious Proposal                     | Ganadora  |
| 2002 | Baeksang Arts Awards     | actriz más popular (TV)            | Rival                                  | Ganadora  |
| 2002 | SBS Drama Awards         | Top 10 estrellas                   | Rival                                  | Ganadora  |
| 2002 | SBS Drama Awards         | actriz más popular                 | Rival                                  | Ganadora  |
| 2003 | MBC Drama Awards         | premio excelencia, actriz          | The Bean Chaff of My Life, Good Person | Ganadora  |
| 2010 | MBC Drama Awards         | premio excelencia, actriz          | Golden Fish                            | Nominada  |
| 2012 | MBC Drama Awards         | premio excelencia, actriz de drama | Can't Live Without You                 | Nominada  |
| 2016 | KBS Drama Awards         | premio excelencia, actriz de drama | Five Enough                            | Ganadora  |